# Asmea mullerensis
Asmea mullerensis là một loài nhện trong họ Stiphidiidae.
Loài này thuộc chi Asmea. Asmea mullerensis được M.R. Gray & H. M. Smith miêu tả năm 2008.